# Vladimir Veličković
Vladimir Veličković, né le 11 août 1935 à Belgrade (Yougoslavie) et mort le 29 août 2019 à Split (Croatie), est un peintre, dessinateur, graveur et sculpteur français d'origine Serbe.

## Biographie
En 1960, Vladimir Veličković sort diplômé de la faculté d’architecture de Belgrade. Il se destine en fait à la peinture et, en 1962-1963, travaille dans l'atelier de Krsto Hegedušić à Zagreb. Il réalise sa première exposition personnelle en 1963.
Après son prix de la Biennale de Paris, en 1965, il s'y installe l'année suivante, puis vit en région parisienne, à Arcueil (Val-de-Marne) où son atelier est voisin de ceux de ses amis François Arnal, Antonio Seguí et Herman Braun-Vega qui fit de lui un portrait remarqué par le critique Jean-Marie Dunoyer à l'occasion du salon Grands et jeunes d'aujourd'hui de 1979 au Grand Palais.
Il est avec Dado et Ljuba Popović, artistes de la même génération, l'un des trois principaux peintres yougoslaves à être venus en France. Il est révélé au grand public en 1967 avec une exposition à la galerie du Dragon à Paris et devient associé au mouvement de la figuration narrative.
En 1972, Veličković représente la Yougoslavie à la Biennale de Venise.
De 1983 à 2000, il est chef d’atelier à l’École nationale supérieure des beaux-arts de Paris.
Le 31 janvier 2006, il est élu à l'Académie des beaux-arts.

## Œuvre
Vladimir Veličković exprime, par la peinture, la douleur et la violence de l'humanité.
Au début des années 1960, il détermine les thèmes qui figureront de manière permanente dans son œuvre. Il peint des hommes ou des animaux (le plus souvent des rats ou des chiens) dont les corps sont confrontés à des situations dramatiques et terrorisantes.
À partir de 1972, il réalise des séries de peintures et de dessins inspirées des photographies d’Eadweard Muybridge (séries des Descentes [1989–1991] et des Crochets [1983–1991]).
Il « tente avant tout de laisser une cicatrice »[réf. souhaitée] dans la mémoire du spectateur du tableau.
Selon Michel Onfray, « La peinture de Vladimir Veličković montre le général et le particulier, l’universel et le détail de la libiido mortifère, elle raconte l’odyssée de la pulsion noire en utilisant un dictionnaire iconographique générateur d’un style. […] Plus de mains percées par le fer, mais des membres entravés par des filins, des liens ; […] Grünewald laisse place à Veličković ; dans la peinture comme dans la philosophie, la mort de l’homme remplace la mort de Dieu… ».

## Distinctions
- 6 avril 2007 :  Chevalier de la Légion d'honneur[5]
- 11 décembre 1997 :  Commandeur de l'ordre des Arts et des Lettres[6]

- 7 décembre 2005 : Membre de l’Institut de France[7]
- Membre de l'Académie serbe des sciences et des arts

## Vie privée
Vladimir Veličković est le père des artistes Vuk Vidor et Marko Velk.

## Expositions personnelles et collectives (sélection)
- 1963 :
  - Belgrade, musée d'art moderne
  - São Paulo, Biennale de São Paulo
- 1969 :
  - Belgrade, musée d'art moderne
  - Zagreb, galerie d'art contemporain
  - Rijeka, Musée d'Art moderne
- 1970 :
  - Paris, musée d'art moderne de la ville de Paris
  - Amsterdam
- 1972 :
  - Milan, galerie Eidos
  - Venise, XXXVIe Biennale internationale des arts
- 1976 :
  - Lund Konsthall
  - Gôteborg, Konsthall
  - Rijeka, Musée d'Art moderne
  - Stockholm, Kulturhuset
- 1977 :
  - Paris, galerie Hervé Odermatt
  - Sao Paulo, XIVe Biennale de Sao Paulo
- 1980 : Sarajevo, Collegium Artisticum
- 1981 :
  - Oslo, Henie-Onstad Kunstsenter
  - Bruxelles
- 1982 :
  - Musée des beaux-arts de Caracas
  - Aix-en-Provence
- 1984 :
  - Fondation Veranneman
  - Utrecht, musée de Hedendagse Kunst
- 1986 :
  - Bruxelles, galerie Miroir d'encre
  - Belgrade, galerie de l'Académie des sciences et des arts
- 1988 : Zagreb, pavillon des Arts de Zagreb
- 1991 :
  - Aosta, Centre San Benin
  - Paris, École nationale supérieure des beaux-arts
- 1993 : 
  - « L'éloge du corps - Laurent Betremieux, Colette Deblé, Patrick Lanneau, Jean-Pierre Le Boul'ch, Zwy Milshtein, Ernest Pignon-Ernest, Serge Plagnol, Marie Rauzy, Vladimir Veličković », Brignoles, hôtel de Clavier
  - Genève, Art Bärtschi Compagnie
- 1996 : Thessalonique, musée d'art contemporain
- 1997 : 
  - Athènes, pinacothèque nationale
  - Genève, Galerie Guy Bärtschi
- 1999 : Paris, fondation Coprim
- 2001 : Belgrade, galerie de l'Académie des sciences et des arts
- 2002 : « Victor Hugo et les artistes contemporains »[9], galerie municipale d'art contemporain de Chamalières
- 2003 :
  - Londres, Marlborough Fine Art
  - L'Échelle (Ardenne), Centre d'art et de littérature
  - Chauray (Deux-Sèvres), Le Temple
- 2004 : Lyon (Rhône), galerie IUFM Confluence(S)
- 2007 : Lyon (Rhône), galerie Anne-Marie et Roland Pallade, « Œuvres récentes »[10]
- 2008 :
  - Carcassonne (Aude), Centre Joë Bousquet
  - Paris, galerie Samantha Sellem
- 2010 :
  - Montélimar (Drôme), rétrospective au musée Éphémère
  - Lyon (Rhône), galerie Anne-Marie et Roland Pallade, dessins et peintures[11]
- 2011 : 
  - Paris, galerie Samantha Sellem, « Dessins des années 60-80 » (avec Dado)[12]
  - Toulouse, Les Abattoirs
- 2013 : 
  - Colmar, Espace André Malraux
- 2014 :
  - Lyon (Rhône), galerie Anne-Marie et Roland Pallade[13]
- 2015 :
  - Montréal (Québec, Canada), Centre d'art le 1700 La Poste[14]
  - Ottawa (Québec, Canada), Alpha Galerie
  - Perpignan, Galerie Artrial
  - Issoudun, musée de l'Hospice Saint Roch
- 2018 :
  - Saint-Malo, Centre Cristel éditeur d'art [15]
  - Lyon (Rhône), galerie Anne-Marie et Roland Pallade[16]
- 2019 :
  - Landerneau, Fonds Hélène et Édouard Leclerc pour la culture
- 2021 :
  - Belgrade, Musée d'Art contemporain de Belgrade

## Collections publiques

### Europe
- Allemagne
  - Bochum, Kunstsammlung
  - Dresde, Städtliche Kunstsammlung
  - Hanovre, Landes Museum
  - Munich, Stadt Opera
- Autriche
  - Graz, Neure Galerie am Landesmuseum Johanneum
- Belgique
  - Bruxelles, musées royaux des beaux-arts de Belgique
- Croatie
  - Rijeka, Museum of Modern Art  
  - Zagreb, Contemporary Art Gallery
- Danemark
  - Copenhague, Royal Museum of Fine Art
  - Humlebeak, Louisiana Museum
- Espagne
  - Cordoue, Museo Provincial de Bellas Artes
  - Valencia, fondation Martinez Guerricabeitia
- Finlande
  - Helsinki, Museum Atheneum
  - Turku, Matti Koivurinnen Taidemuseo, Taidemuseo
  - Tampere, Sara Hilden Foundation
- France
  - Arles, fondation Vincent Van Gogh
  - Châteauroux, musée Bertrand
  - Colmar, musée Unterlinden
  - Dunkerque, Lieu d'Art et Action contemporaine
  - Lille, Centre d’art contemporain, Centre d’art sacré contemporain
  - Marseille, musée Cantini
  - Nîmes, musée d’art moderne[Lequel ?]
  - Paris, musée national d'art moderne Centre national d'art et de culture Georges-Pompidou, musée d'art moderne de la ville de Paris, Bibliothèque nationale de France, fondation Pfizer, École des Beaux-Arts, cabinet du dessin, musée d'Histoire contemporaine
  - Saint-Paul-de-Vence, fondation Maeght
  - Strasbourg, musée d’art moderne
  - Toulon, musée d'art de Toulon
  - Toulouse, Les Abattoirs
  - Vitry-sur-Seine, musée d'art contemporain du Val-de-Marne
- Grèce
  - Athènes, Pinacothèque nationale, musée Frissiras
  - Thessalonique, musée d’art contemporain
- Italie
  - Aoste, Pinacothèque régionale du Val d’Aoste
  - Bologne, Museo Civico
  - Brescia, Galerie d’art moderne
  - Peronne, Historial de la Grande Guerre
  - Venise, Museo d’Arte Moderna Ca’Pesaro
- Macédoine
  - Skopje, Museum of Mondern Art
- Norvège
  - Oslo, Astrup Fearntey Museum of Modern Art, Henie-Onstad Foundation, Galerie Nationale
  - Trondheim, Fast Gallery
- Pays-Bas
  - Amsterdam, Stedelijk Museum
  - Rotterdam, Museum Boymans van Beuningen
  - Utrecht, Hedendaagse Kunst
- Pologne
  - Lodz, Museum Sztucki
- Royaume-Uni
  - Londres, Tate Gallery
- Serbie
  - Belgrade, musée d’art contemporain, musée national, galerie de l’Académie serbe des Sciences et des Arts
- Slovaquie
  - Bratislava, Slovenska Narodni Galerie, musée national
- Slovénie
  - Ljubljana, Museum of Modern Art
- Suède
  - Malmö, Konsthall
- Suisse
  - Lausanne, musée cantonal des beaux-arts

### Amériques
- Brésil
  - Rio de Janeiro, Museo de Arte Moderno
- Canada
  - Québec, Musée national des beaux-arts du Québec
- Chili
  - Museo de Arte Contemporáneo (es) de Santiago
- Venezuela
  - Musée des beaux-arts de Caracas
- États-Unis
  - Chicago, Institute of Contemporary Art
  - Los Angeles, Lannan Foundation
  - New York, Museum of Modern Art
  - Washington, bibliothèque du Congrès

### Asie
- Musée d'Art contemporain de Téhéran, en Iran
- Museum Kennristu, à Yagamata,  au Japon